# Johann Christoph Augspurg
Johann Christoph Augspurg (getauft 14. Juni 1712 in Hannover; † 22. September 1771 ebenda) war ein deutscher Rechtsgelehrter.

## Leben
Johann Christoph Augspurg war ein Enkel des Schöppenstedter Superintendenten Johann Augspurg und ein Sohn des Rektors der Hohen Schule zu Hannover Andreas Christoph Augspurg sowie der Dorothea Greve. Durch den frühen Tod seines Vaters und die am 15. August 1726 eingegangene zweite Ehe seiner Mutter wurde der Kammerschreiber Johann Heinrich Redecker sein Stiefvater. Augspurgs Brüder waren Levin Adam Augspurg († 1740), Pfarrer zu Hattorf, und Joh. August Augspurg († 1763), Pfarrer zu Lohe.
Johann Christoph Augspurg immatrikulierte sich 1731 an der Universität Helmstedt. 1737 publizierte die Druckerei Nikolaus Förster Erben in Hannover seine juristische Dissertation De Veris Fundamentis Ac Gradibus, Existimationis Civilis …
Zu Ostern 1742 übernahm Augspurg die Aufgaben des außerordentlichen Kanzleisekretärs in Hannover. Am 12. Februar 1748 wurde er zum Kammersekretär bestellt. Am 22. Februar 1748 heiratete er in Hannover die Witwe von Heinrich Burchard Stegemann, Anna Dorothea Heumann (getauft 12. Juli 1728 in Hannover; † 16. Februar 1791 ebenda). Aus der Ehe gingen 11 Kinder hervor, darunter Johann Dietrich Andreas Augspurg (* 1750), Amtsmann zu Hünefeld, sowie August Wilhelm Augspurg (* 18. August 1752; † 1843), Amtmann zu Ottersberg und Kanonikus zu Hameln.
Neben seiner Aufgabe als Kammersekretär sorgte Augspurg ab 1766 für die Erziehung von Adolph Knigge.

## Schriften
- De Veris Fundamentis Ac Gradibus, Existimationis Civilis : Ceu Characterum In Societate Civili Efficacium, Disquisitio Solida ... Atque Methodo Scientifica Reddita / Auctore Joh. Christoph. Augspurg, HANNOVERÆ, Prostat apud NICOLAI FÖRSTERI & FILII, Hæredes, M DCC XXXVII; Digitalisat der Sächsischen Landesbibliothek – Staats- und Universitätsbibliothek Dresden (SLUB)
- Iura De Dominio, Pactisque Dominium Acquisitivis, Ceu Ad Trasferendum Dominium Habilibus; Ex Certis Ac Evidentibus Principiis Iuris Tam Naturalis, Quam Civilis Romani, Demonstrata: Casibus Pariter Authenticis, Ac Iuris Patrii Consensu, Comprobata / Auctore Joh. Christ. Augspurg ... Accessere Literae Praefantes Christiani Wolfii Nec Non Dissertatio Prooemialis Auctoris De Usu Et Adplicatione Egregia Methodi Demonstrativae In Scientia Iuris, Marburgi Cattorum: Philipp Kasimir Müller [1740]; Digitalisat der SLUB